# 舍力虎站
舍力虎站位于中华人民共和国内蒙古自治区通辽市奈曼旗舍力虎村，是一个京通铁路上的铁路车站，建于1980年，目前为四等站，目前客运：办理旅客乘降；不办理行李、包裹托运；不办理货运营业。